# Dommartin (Zwitserland)
Dommartin is een plaats en voormalige gemeente in het Zwitserse kanton Vaud.
Dommartin telt 261 inwoners.

## Geschiedenis
Voor 2008 maakte de gemeente deel uit van het toenmalige district Echallens. Op 1 januari 2008 werd de gemeente deel uit van het nieuwe district Gros-de-Vaud.
Op 1 januari 2011 fuseerde de gemeente met de gemeenten Naz, Poliez-le-Grand en Sugnens tot de nieuwe gemeente Montilliez.
- Gemeinsame Normdatei: 4222310-6
- Historisch woordenboek van Zwitserland: 002360